# IX Менделеевский съезд
IX Менделеевский съезд по общей и прикладной химии — прошёл 24—30 мая 1965 года в Киеве; посвящён проблемам химизация сельского хозяйства,

## Организаторы и руководство
Организован съезд Академией наук СССР, Академия наук УССР, ВХО, Министерство высшего и среднего специального образования СССР и Государственный комитет химической промышленности при Госплане СССР .
Открыли съезд председатель Оргакомитета Н. М. Жаворонков, первый секретарь ЦК КПУ П. Е. Шелест и председатель государственного комитета химической промышленности при Госплане СССР — его председатель Л. А. Костандов.

## Секции, доклады, сообщения
Работа съезда проходила в секциях: агрономической химии, химических средств регулирования роста и защиты растений; химизации животноводства; химии и технологии природных соединений; химии и технологии лекарственных веществ; химии и технологии пищевых продуктов; химии и технологии удобрений и других неорганических веществ для сельского хозяйства; аналитической химии; экономики и химизации сельского хозяйства.
С пленарными докладами выступили:

- А. Н. Несмеянова «Проблемы синтетических пищевых средств»;
- Н. А. Шманенков «Проблемы химизации животноводства»;
- А. И. Опарин «Задачи биохимии в пищевой промышленности»;
- В. А. Энгельгардт «Пути химии в познании явлений жизни»;
- М. М. Шемякин «Проблемы биоорганической химии»;
- А. П. Виноградов «Микроэлементы и задачи науки»;
- С. И. Вольфкович Производство и применение минеральных удобрений.

С докладом «Основные проблемы агрономической химии» выступили авторы: П. А. Власюк, П. А. Дмитренко, А. В. Лазурский, П. Г. Найдин, Я. В. Пейве, А. В. Сокоов. О новых лекарственных препаратах рассказали в своём докладе «О механизме физиологического действия фосфор-органических соединений» М. И. Кабачник, М. Я. Михельсон и А. П. Бресткин.
Во время съезда академик АН УССР А. В. Кирсанов, за его работы в области химии фосфорорганических соединений, был награждён золотой медалью Д. И. Менделеева — первое вручение этой награды Академии наук. На одном из заседаний учёный доложил съезду о результатах этих исследований.
С докладами выступили заместитель министра высшего и среднего специального образования СССР М. А. Прокофьев, председатель Комитета химической промышленности при Госплане СССР Л. А. Костандов и др.
По традиции во время работы съезда состоялся симпозиум по вопросам высшего химического образования.
В работе IX Менделеевского съезда приняло участие 2500 делегатов и гостей от различных научных и учебных учреждений, заводов, министерств и ведомств, было заслушано 700 докладов, в прениях выступило более 500 человек, в том числе и зарубежные гости ..